# Koszmosz–772
A Koszmosz–772 (oroszul: Космос–772) Koszmosz műhold, a szovjet műszeres műhold-sorozat tagja,  technikai műhold. A szabványos rendszerben épített[forrás?], háromszemélyes, szkafanderes-kétszemélyes űrhajóvá átalakított Szojuz űrhajó (7K–SZ) tesztrepülése.

## Küldetés
Technikai fejlődésen átesett űrjármű. A teljes (automatikus) irányítást, vezérlést, a funkciós elemek ellenőrzését a beépítésre került digitális számítógép vette át.

## Jellemzői
Tervezte a Központi tervező iroda CKBEM <= Центральное конструкторское бюро экспериментального машиностроения (ЦКБЕМ)> (OKB-1 <= ОКБ-1>, most OAO RKK Energiya im. SP Korolev <= ОАО РКК Энергия им. С. П. Королёва> – Központi Kísérleti Gépgyártási Tervezőiroda). Az űrhajót kis átalakítással emberes programra, teherszállításra és mentésre (leszállásra) tervezték.
1975. szeptember 29-én a Bajkonuri űrrepülőtér indítóállomásról egy Szojuz–U (11А511U) hordozórakéta juttatta Föld körüli, közeli körpályára. Az orbitális egység pályája 89.39 perces, 51.8 fokos hajlásszögű, elliptikus pálya perigeuma 154 kilométer, apogeuma 245 kilométer volt. Hasznos tömege 6750 kilogramm. Manőverezés gyakorlása érdekében több pályamódosítást hajtott végre. Összesen 3 napot, 23 órát, 51 percet töltött a világűrben.
Október 2-án belépett a légkörbe, a leszállás hagyományos módon – ejtőernyős leereszkedés – történt, a kijelölt körzetben ért Földet.